# تاريخ الفلبين (900-1521)
يبدأ تاريخ الفلبين المسجَّل مع إنشاء نقش صفيحة لاغونا النحاسية (LCI) في عام 900، وهو أول مستند مكتوب موجود باللغة الفلبينية القديمة. ويحدد النقش نفسه تاريخ إنشائه، إذ أرجع -عند فك رموزه في عام 1992- الحد الفاصل بين تاريخ وما قبل تاريخ الفلبين إلى ما قبل عام 600. تُصنَّف الفلبين على أنها جزء من الإندوسفير والسينوسفير، ما يجعل ثقافاتها العديدة معقدة ومتداخلة. قبل نقش صفيحة لاغونا النحاسية، توافق أقرب سجل لجزر الفلبين مع وصول فرديناند ماجلان في عام 1521. يمثل وصول ماجلان بداية الفترة الاستعمارية الإسبانية.
قبل الاحتلال الإسباني، تألفت الجزر من ممالك وراجنات وسلطنات مختلفة. كان بعضها جزء من إمبراطورية أكبر من الفلبين التي تبينها خريطة العصر الحديث في هذه الأيام. على سبيل المثال؛ كانت مانيلا ذات يوم جزءًا من إمبراطورية بروناي. مثال آخر على ذلك؛ هناك نظرية تقول إن عدة أجزاء من مينداناو العصر الحديث شكلت جزءًا من إمبراطورية ماجاباهيت التي تقع عاصمتها في جاوة الشرقية في إندونيسيا الحديثة. أطلق الإسبان اسم «لاس ايسلاس فيليبيناس» بمعنى جزر الفلبين على مجموعة من جزر جنوب شرق آسيا التي احتلوها، والتي تُعتبر المواقع الجغرافية التي تؤلف الأراضي الحالية للفلبين.
تشمل المصادر الأخرى للتاريخ ما قبل الاستعماري للفلبين اكتشافات أثرية وسجلات من الاتصال بسلالة سونغ الحاكمة وإمبراطورية بروناي واليابان والتجار المسلمين، وسلسلة للحكام المسلمين، والروايات المجمعة التي كتبها المؤرخون الإسبان في القرن السابع عشر؛ فضلًا عن الأنماط الثقافية التي كانت موجودة آنذاك والتي لم تكن قد جرفتها بعد موجة الأسبنة (التأثر بالحضارة الإسبانية). جعلت الفترة التي سبقت الاستعمار الإسباني من الفلبين جزءًا من كل من الإندوسفير والسينوسفير.

## منذ عام 100 قبل الميلاد
تشير اكتشافات العصر الحديدي في الفلبين إلى وجود تجارة بين تاميل نادو وجزر الفلبين خلال القرنين التاسع والعاشر قبل الميلاد. يعتقد بعض المؤرخين أن جزيرة كرايس هي «الجزيرة الذهبية»، وهو الاسم الذي أطلقه كتاب يونانيون قدماء في إشارة منهم إلى جزيرة غنية بالذهب في شرق الهند. ذكر بومبونيوس ميلا، ومارينوس الصوري ودليل الرحمانية في البحر الأريتيري هذه الجزيرة في عام 100 قبل الميلاد، واسمها في الأساس يعادل اللفظ الهندي سوفارنادفيبا الذي يعني حرفيًا «جزيرة الذهب». أطلق جوزيفيوس عليها اسم أوريا باللاتينية، وأشار إلى أن هذه الجزيرة هي «أوفير» المذكورة في الكتاب المقدس، إذ جلبت سفن صور وسليمان الذهب وغيره من المواد التجارية منها. قال المؤرخ أوتلي باير إن «رجل الفجر» -سكان الفلبين الأصليين- كان موجودًا منذ 250,000 عام، على الرغم من أن حفريات رجل كالاو تعود إلى 65000 عام. أسفرت الحفريات في ريزال، كالينغا في وادي كاغايان شماليّ لوزون في الفلبين عن اكتشاف 57 أداة حجرية مرتبطة بهيكل عظمي مفكك شبه كامل لوحيد قرن فيليبيني يظهر علامات واضحة على الجزارة، إلى جانب بقايا الحيوانات الأحفورية الأخرى. وُجدت هذه الاكتشافات في طبقة عظمية غنية بالطين يعود تاريخها إلى ما قبل 777000 إلى 631000 عام. أرجع هذا الدليل تاريخ فترة استعمار الفلبين المثبتة مئات الآلاف من السنين، واقترح حدوث إجلاء الإنسان البدائي خارج الجزيرة عدة مرات خلال العصر الجليدي المبكر والأوسط، وربما لعبت الفلبين دورًا مركزيًا في تحركات الإنسان البدائي في والاسيا نحو الجنوب. أرجع هذا الأمر احتلال الفلبين إلى ما قبل الأصل المعروف للإنسان العاقل. عُثر أيضًا على بقايا بشرية مماثلة في العمر لبقايا العظام السابقة في جزيرة فلوريس في إندونيسيا على طول المحيط الهادئ.

## صفيحة لاغونا النحاسية وسياقها (نحو عام 900)
في كانون الثاني (يناير) 1990، عُرضت «صفيحة لاغونا النحاسية» (إل سي آي) -التي كانت عبارة عن قطعة رقيقة من المعدن المنهار والمُسود- للبيع لصالح المتحف الوطني للفلبين الذي اقتناها بعد أن باءت الجهود السابقة لبيعها لعالَم التحف بالفشل. عند الفحص، تبين أنه تبلغ مساحتها نحو 20 سم مربع ومغطاة بالكامل على أحد جانبيها بنقش مؤلف من عشرة أسطر من الأحرف المكتوبة بدقة. قام أنتون بوستما بفك تشفير النص واكتشف أنه حدد تاريخ إنشائه باسم «سنة الساكية 822، شهر فيساخا». وفقًا لـ جيوتيشا (علم الفلك الهندوسي)، يتوافق هذا التاريخ مع عام 900. قبل فك شفرة (إل سي آي)، اعتُبرت بداية تاريخ الفلبين في عام 1521، مع وصول ماجلان ومؤرخه أنطونيو بيغافيتا إلى الفلبين. لا يمكن استخلاص تاريخ الفلبين من سجلات ما قبل الاستعمار لأن مثل هذه السجلات لم تنج عادةً؛ إذ أُنجزت معظم الكتابة على خيزران أو أوراق قابلة للتلف. نقلت (إل سي آي) الحدود بين تاريخ وما قبل تاريخ الفلبين إلى ما قبل 600 عام، نظرًا إلى أن فك شفرتها جعلها أقدم سجل مكتوب للجزر التي عُرفت لاحقًا باسم الفلبين.
جاء في النقش منح رئيس توندو (منطقة في مانيلا) وسلطات بايلا وبينانغونان وبوليلان -جميعها مواقع في لوزون-، إعفاءً لأحفاد نامواران من ديون قدرها 926.4 غرامًا من الذهب. كانت أغلب الكلمات مزيجًا من السنسكريتية إلى جانب بعض من لغة ملايو القديمة والجاوية القديمة والتاغالوغية القديمة. يثبت هذا الموضوع بشكل قاطع وجود مجتمع متقدم من التجار والحكام بالإضافة إلى وجود التجارة الدولية في الفلبين قبل الاستعمار الإسباني. توحي الإشارات إلى رئيس مملكة ماتارام في إندونيسيا إلى وجود روابط ثقافية وتجارية مع الإمبراطوريات والأقاليم في أجزاء أخرى من جنوب شرق آسيا البحري، ولاسيما مع سريفيجايا. تشير (إل سي آي) إلى وجود الكتابة والسجلات المكتوبة في ذلك الوقت، بالتزامن مع أقدم دليل على اللغة الفلبينية.